# العطشانة سلوك (الرقة)
العطشانة سلوك قرية سورية تتبع ناحية سلوك في منطقة تل أبيض في محافظة الرقة. بلغ عدد سكانها 242 نسمة في عام 2004 حسب إحصاء المكتب المركزي للإحصاء.